# Trigonella balansae
Trigonella balansae es una hierba anual de la familia Fabaceae.  Es originaria de la cuenca mediterránea hasta la India.

## Taxonomía
Trigonella balansae fue descrita por Boiss. & Reut. y publicado en Diagnoses Plantarum Orientalium Novarum, ser. 2, 3(5): 79. 1856.
Etimología
Trigonella: nombre genérico que deriva las palabras griegas tri = "tres" y gonia = "ángulo de esquina" y se pretende hacer referencia a la estructura de la flor.
balansae: epíteto
Sinonimia
- Trifolium corniculatum L.
- Trigonella balansae subsp. sartorii (Halacsy) Vierh.
- Trigonella corniculata (L.) L.
- Trigonella euboica Rech.f.[2][3]